# Albizia verrucosa
Albizia verrucosa är en ärtväxtart som beskrevs av René Paul Raymond Capuron. Albizia verrucosa ingår i släktet Albizia och familjen ärtväxter. Inga underarter finns listade i Catalogue of Life.